# Club Natació Atlètic Barceloneta
Club Natació Atlètic Barceloneta é um clube de polo aquático espanhol da cidade de Barcelona. atualmente na Divisão de Honra. É um dos clubes mais vitoriosos do polo aquático europeu.

## História
O Club Natació Atlètic-Barceloneta foi fundado em 1913.

## Títulos
- LEN Champions League
  - 2014
- LEN Super Cup
  - 2014
- Liga Espanhola
  - 1970, 1973, 1974, 2001, 2003, 2006, 2007, 2008, 2009, 2010, 2011, 2012, 2013, 2014, 2015
- Copa do Rei
  - 2000, 2001, 2004, 2006, 2007, 2008, 2009, 2010, 2013, 2014, 2015
- Supercopa
  - 2001, 2003, 2004, 2006, 2007, 2008, 2009, 2010, 2011, 2013, 2015